# Grand Theatre (Manhattan)

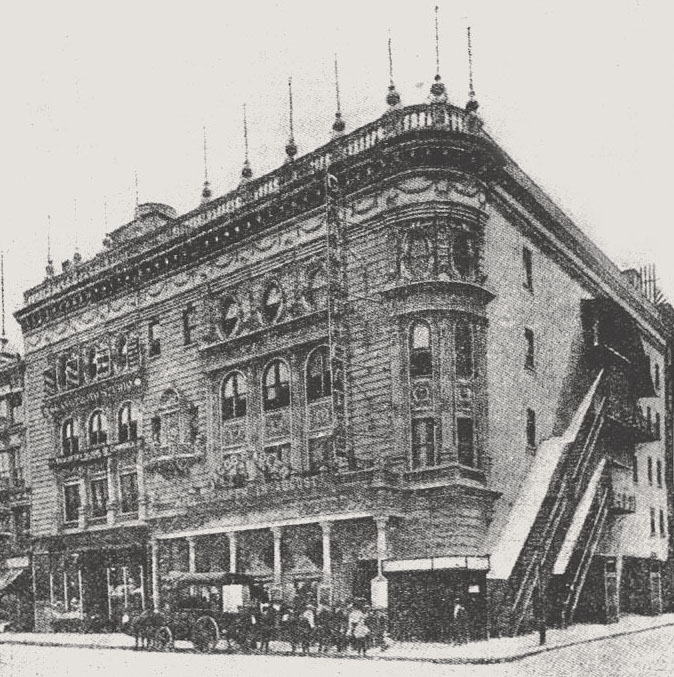
Brockhaus and Efron Jewish Encyclopedia e2 283-0

Grand Theatre (Manhattan) var en teater i Yiddish Theatre District i Manhattan i New York i USA, verksam mellan 1904 och 1930. Den uppfördes som en scen för Yiddish theatre eller Jiddischtalande teater och var den första teaterbyggnaden som hade uppförts för denna teaterform, som hade utövats i USA sedan 1880-talet. 
Teatern uppfördes av den rysk-judiska skådespelaren Jacob Pavlovitch Adler. 